# Oy-Mittelberg
Oy-Mittelberg – gmina w południowych Niemczech, w kraju związkowym Bawaria, w rejencji Szwabia, w regionie Allgäu, w powiecie Oberallgäu. Leży w Allgäu, w Alpach Algawskich, około 20 km na północny wschód od Sonthofen, przy autostradzie A7, drodze B309 i linii kolejowej Kempten (Allgäu)–Reutte–Garmisch-Partenkirchen.

## Dzielnice
Bachtel, Burgkranzegg, Faistenoy, Guggemoos, Haslach, Hinterschwarzenberg, Kressen, Maria-Rain, Mittelberg, Oberschwarzenberg, Oberzollhaus, Oy, Petersthal, Riedis, Stich i Unterschwarzenberg.

## Demografia
| Rok  | Liczba mieszk. |
| ---- | -------------- |
| 1970 | 3 433          |
| 1987 | 3 516          |
| 2000 | 4 340          |

## Polityka
Wójtem gminy jest Theo Haslach z CSU, w skład rady gminy wchodzi 16 osób.
|      | CSU | Gemeinschaftsblock/Freie Wähler | Bürgerblock Petersthal | Liste Haslach | Razem |
| 2008 | 7   | 4                               | 4                      | 1             | 16    |
| 2002 | 6   | 5                               | 4                      | 1             | 16    |

## Galeria

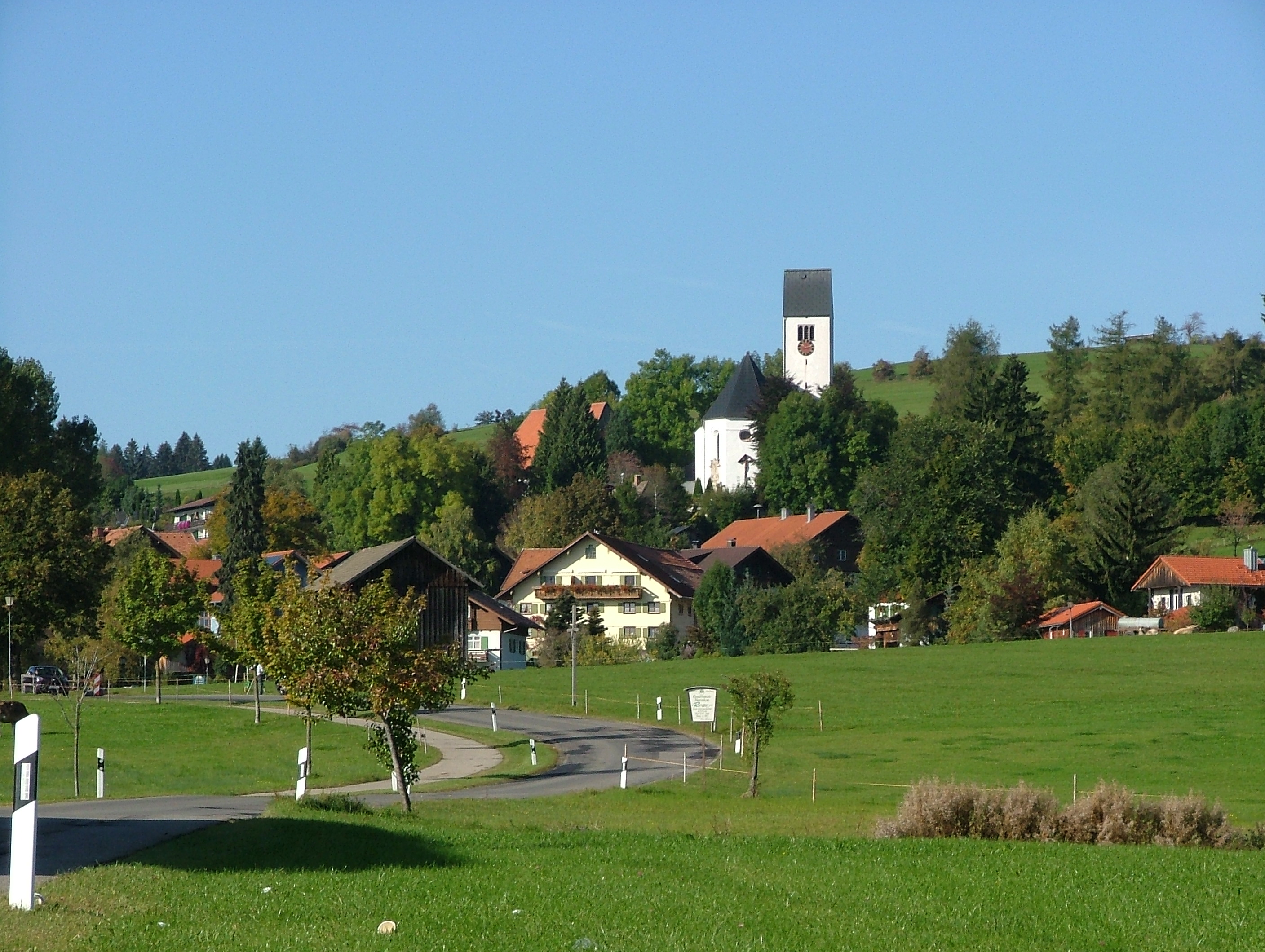
Mittelberg
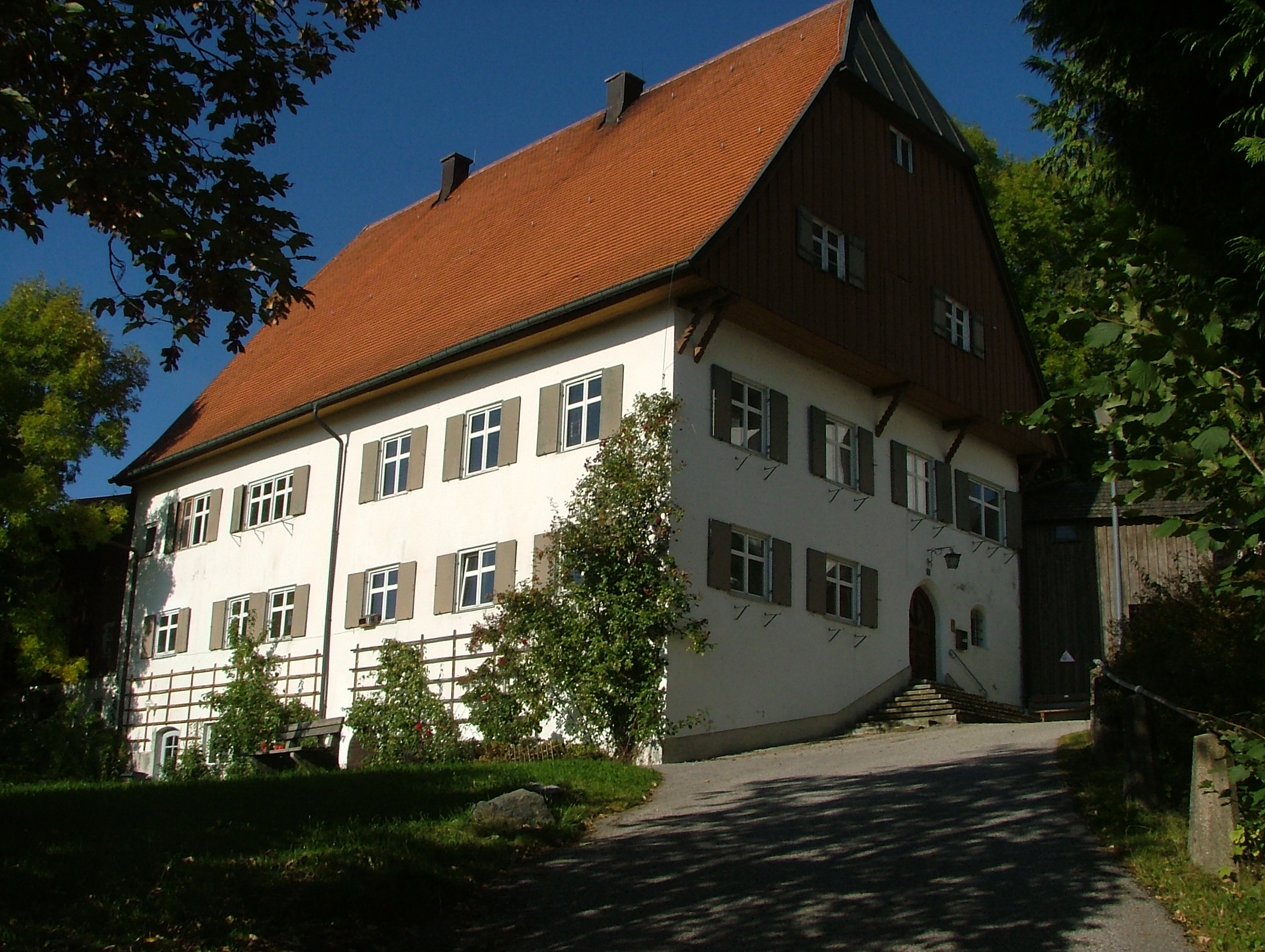
Dom parafialny